# Krîvkî, Reșetîlivka
Krîvkî (în ucraineană Кривки) este un sat în comuna Jovtneve din raionul Reșetîlivka, regiunea Poltava, Ucraina.

## Demografie
Componența lingvistică a localității Krîvkî
     Ucraineană (95,9%)
     Rusă (4,1%)
Conform recensământului din 2001, majoritatea populației localității Krîvkî era vorbitoare de ucraineană (95,9%), existând în minoritate și vorbitori de rusă (4,1%).